# Schweinfurti Judit

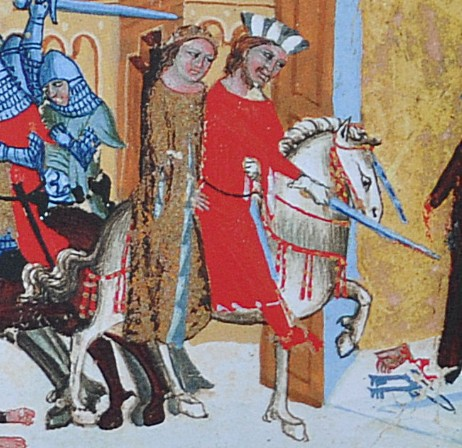

Schweinfurti Judit (Schweinfurt, 1003 körül – Znojmo, 1058. augusztus 2.) bajor hercegnő, cseh hercegné, majd magyar királyné. 

## Családja
Heinrich von Schweinfurt és Gerberga von der Wetterau lánya.
Adatok maradtak fenn nagyanyjáról, Walbecki Eilikáról, azaz Eila vagy Eiliswintha von Walbeck asszonyról (Walbeck, 929. szeptember 5. – Schweinfurt, 1015. augusztus 19.), II. Lothar walbecki gróf és Mathilde von Arneburg leányáról is. Ő 970 körül ment feleségül Schweinfurti Bertholdhoz, Nordgau őrgrófjához. Elsőszülött gyermekük volt Schweinfurti Henrik (Heinrich von Schweinfurt) (meghalt 1017. szeptember 18.), az ő lánya volt Schweinfurti Judit későbbi magyar királyné.

## Élete
Schweinfurti Judit első házassága révén cseh hercegné, I. Břetislav cseh fejedelem felesége lett, aki régi szláv szokás szerint rablással tette Juditot hitvesévé.
Második házassága révén magyar királyné. Férje: Orseolo Péter magyar király. (1038 előtt)
Gyermeke: * Vratiszláv vagy Ratiszláv (első házasságából).